# Distrito de Keban
El distrito de Keban es un distrito de la provincia turca de Elazığ. Su sede es la ciudad de Keban. Su superficie es de 641 km2, y su población es de 6.210 habitantes (2021).

## Demografía
En 1927, el 79,6% de la población hablaba turco como primera lengua, mientras que el 20,4% restante hablaba kurdo. Ese año, en el distrito sólo residían musulmanes. En 1968, los hablantes de kurdo ascendían al 39%.

## Composición
Hay 1 municipio en el distrito de Keban:
- Keban

Hay 30 pueblos en el distrito de Keban:
| - Akcatepe - Akgömlek - Altinkürek - Altiyaka - Lowercakmak - Lionstone - Bademli - Bahceli - Bayındır - Beydeğirmeni - Bölükçalı - Büklümlü - Calık - Çevrekaya - Denizli | - Dürümlü - Gokbelen - Göldere - Güneytepe - Kopuzlu - Koyunushagi - Kurshunkaya - Birdman - Nimri - Örenyaka - Sağdıçlar - Taskesen - Topcracker - Ucpinar - Ulupinar |